# Casatelli Peak
Der Casatelli Peak ist ein 1600 m hoher Berg im Australischen Antarktis-Territorium. Er ragt 3 km östlich des Pritchard Peak in den Ravens Mountains der Britannia Range am Ende eines Bergkamms auf, der sich vom Adams Crest in westlicher Richtung erstreckt.
Das Advisory Committee on Antarctic Names benannte den Berg im Jahr 2001 nach dem Michael F. Casatelli vom 109. Airlift Wing, der die medizinische Aufsicht bei der Einsatzübertragung der Lockheed C-130 von der United States Navy zur Air National Guard innehatte.